# Dolenja vas pri Krškem
Dolenja vas pri Krškem este o localitate din comuna Krško, Slovenia, cu o populație de 223 de locuitori.